# Manfred Hörhammer

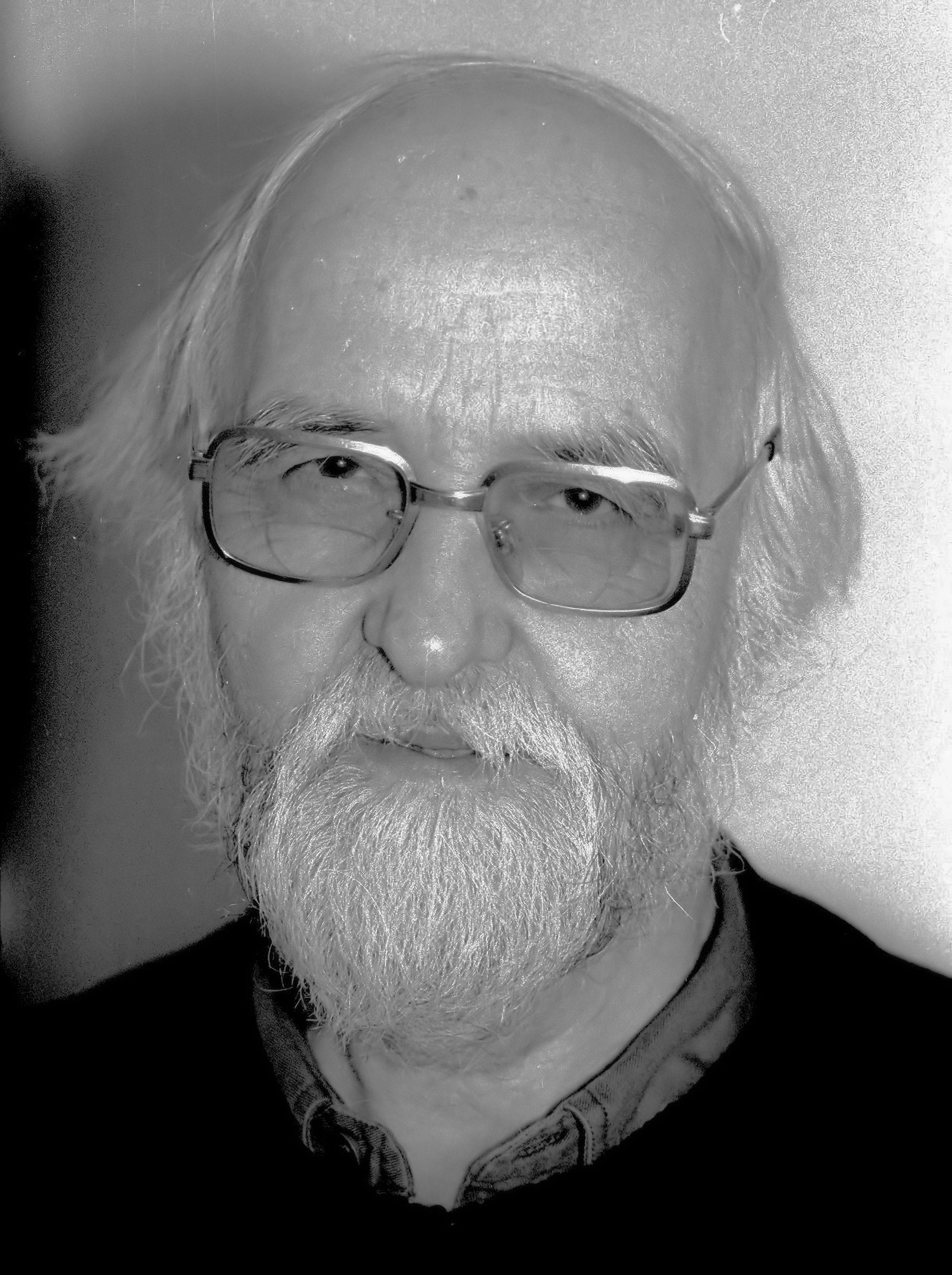
P. Manfred Hörhammer (1982)

Manfred Hörhammer (Geburtsname: Friedrich René Chrismant; * 26. November 1905 in München; † 12. August 1985 in Planegg) war ein Kapuzinerpater und Mitbegründer von Pax Christi.
Als Sohn einer französischen Mutter und eines deutschen Vaters setzte er sich nach dem Zweiten Weltkrieg für die Versöhnung mit Frankreich, später auch mit Polen und Israel ein. „Er hat aus dem Erbe zweier Kernnationen dieses Kontinents sein Herzblut für Frieden und Verständigung aus dem Geist Christi gegeben“, sagte der frühere Limburger Weihbischof und Pax-Christi-Präsident Walther Kampe über ihn.

## Biographisches
Hörhammers Mutter war Ernestine Clementine Chrismant, Gesellschaftsdame (Gouvernante) aus Lunéville (Frankreich). Sie erteilte Mitgliedern der königlichen Familie aus dem Haus Wittelsbach Sprachunterricht und begleitete sie auf Reisen.
Sein leiblicher Vater war Friedrich Ferdinand Heinrich Wilhelm Haupt Graf zu Pappenheim, königlicher Hofmarschall und persönlicher Adjutant von Kronprinz Ruprecht.
Die Mutter heiratete am 19. August 1916 den Studienassessor Franz Hörhammer aus Haag an der Amper, der Friedrich am 1. September 1916 als Kind anerkannte. Franz Hörhammer war von 1926 bis 1932 Studienrat an der Oberrealschule Ingolstadt, danach bis 1937 am Wilhelmsgymnasium in München Lehrer für neue Sprachen.

## Bildungsweg

### Schullaufbahn
Fritz Hörhammer besuchte zuerst die Simmernschule, später die benachbarte Haimhauserschule in München-Schwabing. Nach der Grundschule wechselte er 1915 ans Königliche Maximilians-Gymnasium München. 1920 schickten ihn seine Eltern auf das Klosterseminar des Benediktinerklosters Metten.
Fritz Hörhammer entschied sich damals, Ordenspriester zu werden, scheute aber die „Stabilitas loci“ der Benediktiner und wechselte deshalb 1922 an das Internat der Kapuziner in Burghausen a.d. Salzach, wo er die Oberstufe des Humanistischen Gymnasiums (heute: Kurfürst-Maximilian-Gymnasium) besuchte und 1924 das Abitur ablegte. Die Schüler der Oberstufe im Kapuzinerinternat waren sogenannte Terziarkleriker und trugen bereits Habit und Tonsur. Fritz Hörhammer wurde am 21. April 1922 eingekleidet und erhielt den Ordensnamen Manfred.

### Entscheidung für den Kapuzinerorden
Nach dem Abitur 1924 wechselte Frater Manfred in das Noviziat der Kapuziner nach Laufen a.d. Salzach. Ein Jahr später legte er am 16. Mai 1925 die einfache Profess in Eichstätt ab. Anschließend studierte er Philosophie und Theologie in Dillingen. Am 17. Mai 1928 legte er die Ordensgelübde ab und wurde am 14. Juli 1929 in Dillingen durch den Augsburger Weihbischof Karl Reth zum Priester geweiht. Primiz feierte P. Manfred auf der Burg Rothenfels am Main, dem Zentrum der Jugendbewegung Quickborn, der er seit seiner Zeit in Metten angehörte. Danach folgte der Pastoralkurs und im Juni 1930 der Studienabschluss mit dem Synodalexamen.

## Der Quickborn und die Burg Rothenfels
Während seiner Zeit in Metten erfuhr Friedrich Hörhammer 1921 von der Burg Rothenfels und der Bewegung des „Quickborn“. Dort kämen junge Menschen hin, Jungen und Mädchen, in einfacher Wanderkluft, die nicht rauchten, keinen Alkohol tranken, alte Lieder wie neu sangen, gemeinsam die Messe beteten, vieles auf deutsch... Seit 1917 gab es den Verein der Quickbornfreunde e. V., der 1919 von Fürst Alois von Löwenstein-Wertheim (1871–1952) die Burg Rothenfels am Main erwarb. Von 1922 an veranstaltete der Theologe Romano Guardini alljährlich eine Werkwoche. Höhepunkt war dabei die Feier der Kar- und Ostertage. Von diesen Werkwochen gingen starke Impulse für die liturgische Erneuerung, die Jugend- und Erwachsenenbildung und den Kirchenbau aus. P. Manfred verwendete von 1930 bis 1938 seinen Jahresurlaub, um an den Werkwochen teilzunehmen. Die liturgische Arbeit auf Burg Rothenfels schlug sich in unzähligen Texten, Liedern und Publikationen nieder und bereitete ganz wesentlich den Boden für die Liturgiereform des Zweiten Vatikanischen Konzils. Die Spiritualität von Burg Rothenfels und eine enge Freundschaft mit Romano Guardini prägten Pater Manfred Hörhammer nachhaltig. Er blieb der Burg ein Leben lang verbunden und feierte dort 1979 auch sein goldenes Priesterjubiläum.

## Seelsorgerliche Tätigkeit

### Jugendseelsorger im Saarland
Nach Abschluss seiner Studien schickten ihn die Ordensoberen als Jugendseelsorger ins Saarland nahe der französischen Grenze, von Juni 1930 bis August 1932 nach St. Ingbert und anschließend bis August 1937 nach Blieskastel.

### Kaplan in München: Gesundheitliche Krise
Nach seiner Versetzung in die Pfarrseelsorge 1937 in München und einem Kuraufenthalt von August bis Dezember 1938 in Bad Dürrheim kam er 1939, wenige Wochen vor Kriegsbeginn, zurück nach St. Ingbert. Von dort aus wurde er am 27. Mai 1940 als Sanitätssoldat in die Deutsche Wehrmacht einberufen, nachdem er sich ersatzweise für einen Kaplan aus einer Nachbarpfarrei freiwillig zum Wehrdienst gemeldet hatte.

## Una Sancta. Hörhammer und die Ökumene
Von 1938 an war P. Manfred Hörhammer im Münchner Una-Sancta-Kreis aktiv, einer vom Quickborn beeinflussten ökumenischen Bewegung. Namhafte Theologen der christlichen Konfessionen engagierten sich in der Bewegung. Der evangelische Pastor Martin Niemöller, den die Gestapo im KZ Dachau mit dem katholischen Priester und Redakteur der Münchner Kirchenzeitung, Michael Höck, in eine Zelle steckte, gehörte ebenso dazu wie der Jesuit P. Alfred Delp, der spätere Abt Hugo Lang aus der Benediktiner-Abtei St. Bonifaz (München), Heinrich Kahlefeld von der Burg Rothenfels sowie der Dogmatiker Michael Schmaus.
Wie P. Manfred Hörhammer den Una-Sancta-Kreis bereicherte, schreibt Paula Linhart im Sammelband zu seinem 70. Geburtstag: „Auf seinen vielen Rucksackwegen kreuz und quer durch alle Lande, mit viel zu schweren Taschen, aus denen er auch heute noch herauszaubert, was gerade in diese Stunde und Feier passt, ist er ein unersetzbarer Bote geworden für den Austausch von Grüßen, Nachrichten, Zeichen gegenseitigen Gedenkens und internationaler Chronik. Bis heute hält er die ökumenischen Fäden in der Hand und spinnt sie weiter von einem zum anderen.“

## Militärdienst und Feldpost-Rundbriefe
P. Manfred leistete vom 6. Juni 1940 bis Kriegsende Wehrdienst als Sanitätssoldat und brachte es vom Gefreiten zum Sanitäts-Unteroffizier im Januar 1945. Laut Wehrpass war er zunächst bei der 3. Kompanie der Sanitäts-Ersatz-Abteilung 1 in Tapiau in Ostpreußen, die im September nach Prag verlegt wurde. Am 11. Dezember 1940 wurde er dem Lazarettzug b 502 zugeteilt, mit dem er bis Kriegsende bei 133 Fahrten Verwundete transportierte und als Assistent des Stabsarztes Alfred Rucker (1898–1974) medizinisch betreute. Das Verhältnis zu Rucker war sehr eng. Der Befehlshaber des Zuges ließ P. Manfred in seinem Chefarztwaggon die hl. Messe zelebrieren und ministrierte ihm dabei.
P. Manfred schrieb während seiner fünf Jahre im Lazarettzug einerseits Briefe an die Leitung der Bayerischen Kapuzinerprovinz, in denen er vor allem über den Ablauf des soldatischen Lebens berichtete, andererseits teilweise poetisch anmutende Rundbriefe an seinen Freundeskreis, aus denen der Seelsorger sprach. „Mit seinen Briefen will er die Adressaten ermuntern, standzuhalten, Gott die Treue zu bewahren und sich auch untereinander Halt zu geben.“ Zwischen den Zeilen sind aber auch Hinweise auf die Situation an den verschiedenen Frontabschnitten zu finden, ebenso blickt er bereits in die Nachkriegszeit und zieht Konsequenzen aus den Kriegserlebnissen und den Erfahrungen mit dem NS-Regime. Eine Sammlung der Briefe hat Noal Imran 1979 herausgegeben. Zahlreiche seiner Briefe befinden sich im Nachlass der saarländischen Widerstandskämpferin Änne Meier. Sie war meist die Adressatin und hat sie vervielfältigt und an den Freundeskreis weitergeleitet. Für die Briefe, die vertraute Soldaten ins Reich mitgebracht hatten, interessierte sich auch die Gestapo. Dies führte zur Verhaftung von Änne Meier und ihrer Einweisung in das Frauen-KZ Ravensbrück.
Die letzte Fahrt des Lazarettzugs führte von der Ostfront über Oberschlesien, den Sudetengau und die Ungarnfront nach Mecklenburg und von dort nach Kiel. Dort erlebte Hörhammer den letzten Bombenangriff der Engländer, bei dem zwei Drittel der Stadt zerstört wurden. Er geriet in englische Kriegsgefangenschaft, in der er zusammen mit einem anderen Priestersoldaten als Lazarettpfarrer in Travemünde eingesetzt wurde bis zu seiner Entlassung im November 1945.

## Katholische Junge Mannschaft (KJM)
Nach seiner Rückkehr aus dem Krieg schloss sich P. Manfred im Herbst 1945 einer neuen Gruppierung an, die sich „Junge Mannschaft“ nannte. Es waren viele Kriegsheimkehrer darunter, die vor dem Krieg in der Sturmschar, dem katholischen Jungmännerverband, aktiv waren. Sie baten P. Manfred, ihr „Reichskaplan“ zu werden. Er übte dieses Amt für die damalige Zeit ungewohnt nicht als „Präses“, sondern als Mitglied der Gruppe, als Partner aus.

## Sein Lebenswerk: Pax Christi

### Die Anfänge
Als Hörhammer im November 1945 aus englischer Kriegsgefangenschaft in Travemünde entlassen wurde, besuchte er seine Freunde im Saarland, seiner ehemaligen Wirkungsstätte als Jugendseelsorger vor dem Krieg. Ein Freund, Josef Probst, gab ihm den Aufruf der französischen Bischöfe: „Wir wollen beten für die Brüder in Deutschland“. Er stammte von Pierre-Marie Théas, Bischof von Montauban und späterer Bischof von Lourdes. Er war 1943 von den Nazis inhaftiert worden, weil er von der Kanzel gegen die Verschleppung von Juden protestiert hatte. Nach einem Gefängnisaufenthalt in Toulouse wurde er in ein Lager in Compiègne gebracht, wo gefangene Widerstandskämpfer auf den Transport ins KZ Buchenwald warteten. Mit diesen entspann sich ein Dialog über die Feindesliebe in der Bibel. Die Widerstandskämpfer sagten: „Was Sie da sagen, ist unmöglich. Das Evangelium ist furchtbar. Wir sollen den Deutschen verzeihen, die Tag für Tag Brüder von uns hinausschleppen zur Hinrichtung, die den Terror über’s Land bringen?“ Da sagte Bischof Théas: „Ich kann euch nichts anderes verkünden als das, was der Herr gesagt hat, liebet eure Feinde. Nichts mehr – nichts weniger.“ Und er verwies auf die Vaterunserbitte „Vergib uns unsere Schuld, wie auch wir vergeben unsern Schuldigern.“ Und dann fügte er an: „Wenn ihr jetzt über den Rhein kommt, flucht nicht diesem Volk. Sie haben Witwen mit schneeweißen Haaren wie bei uns, Waisenkinder wie bei uns. Versucht mit einem Gedanken der Versöhnung hinüberzugehen.“
Théas selbst musste in Compiègne bleiben als mögliche Geisel für die heranrückenden Amerikaner. Diese befreiten ihn am 15. August 1944. Als er im Spätherbst in seine Diözese zurückkehrte, bat ihn ein Ehepaar, für einen Gebetskreuzzug zur Bekehrung von NS-Deutschland das Patronat zu übernehmen. Da antwortete der Bischof: „Nein, meine Freunde, unsere erste Tat nach dem Krieg sei keine Tat des Pharisäismus. Wenn Sie schon zu einem solchen Gebetskreuzzug aufrufen wollen, tun Sie es für unser eigenes Volk, das weiß Gott Missionsland ist. Aber ich schlage Ihnen eine andere Formel vor: Gebetskreuzzug zur Versöhnung mit Deutschland.“
Am 8. Mai 1945 unterschrieben 40 französische Bischöfe ein Manifest zu einem Gebetskreuzzug für den Frieden der Welt. Es war die Geburtsstunde von Pax Christi.
P. Manfred warb für die Idee einer Friedensbewegung. Im Februar 1947 fuhr er mit 16 anderen Deutschen nach Lourdes, wohin Pierre-Marie Théas zu einem Treffen unter dem Namen Pax Christi eingeladen hatte. Auf der Rückreise wurden sie von Kriegsgefangenen, die auf Initiative von Théas entlassen worden waren, begleitet. Im Jahr darauf fand in Kevelaer am Niederrhein bereits der erste internationale Pax-Christi-Kongress statt, bei dem Hörhammer einen Vortrag über die Theologie des Friedens hielt. „Das Thema Krieg und Frieden darf nicht eine Sache der Romantiker werden, sondern eine saubere theologische Arbeit“, forderte er.

### Pilger für den Frieden
Hörhammer wurde Generaldelegierter und geistlicher Beirat der deutschen Sektion, die bei diesem Treffen am 3. April gegründet wurde. Es begann ein drei Jahrzehnte andauernder Dialog. P. Manfred reiste als Pilger für den Frieden von Begegnung zu Begegnung durch ganz Europa.

### Beten, Studium und Aktion
Die Friedensarbeit von Pax Christi bestand in einem Dreischritt: Beten, Studium und Aktion. Mit Beten meinte P. Manfred die Hereinnahme weltpolitischer Ereignisse und Konflikte in die Fürbitten der Gemeinde. Unter Studium verstand er die geistige Auseinandersetzung mit Krieg und Frieden von Seiten der Theologen, Soziologen, Juristen, Ökonomen und anderer Wissenschaftler. Aktion meinte, durch „die Herstellung von Kontakten und brüderlichen Austausch über die Grenzen der Nationen, Rassen und Klassen hinweg“ für den Frieden zu arbeiten. Er wollte bei den Menschen einen kritischen Sinn wecken, um sie zu befähigen, „auf Propagandalügen richtig zu reagieren und mit Hilfe der ihnen mitgegebenen grundlegenden Ausbildung Entscheidungen zu treffen, die, bei aller Liebe zur Heimat, ein zu den Dimensionen der Welt erweitertes Staatsbürgertum fordert“.

### Zeichenhafte Aktionen
Dies versuchte er zeichenhaft mithilfe liturgischer Formen, Wallfahrten oder symbolischer Gebärden, beispielsweise in Oradour sur Glâne, wo am 10. Juni 1944, vier Tage nach der Landung der Alliierten, die Waffen-SS 642 Bewohner, fast die gesamte Bevölkerung, umgebracht hatte, siehe Massaker von Oradour. P. Manfred reiste am 24. Februar 1955 als erster Priester nach Oradour. Er schrieb darüber einen Artikel in der Zeitschrift Michael. Eine Frau, deren Vater Oberst in Verdun war, war davon so betroffen, dass sie P. Manfred ihren Familienschmuck anbot. Sie ließ daraus einen Kelch erstellen, den die Gemeinde von Oradour erhalten sollte. Pax-Christi-Präsident Joseph Schröffer, Bischof von Eichstätt, überreichte im Mai 1955 Bischof Pierre-Marie Théas den Kelch. Dieser übergab ihn dem Bischof von Limoges, der ihn am 10. Juni, dem Jahrestag des Massakers, an den Pfarrer weiterreichte, der ihn mit seiner Gemeinde annahm.
1958 fuhr Hörhammer mit einer Delegation auch nach Ascq in Nordfrankreich, wo die SS 186 Eisenbahner wegen eines nicht bewiesenen Sabotageaktes nachts aus den Betten geholt und erschossen hatte.
Ein weiteres Zeichen setzte er mit einem Sühnegang in das KZ Mauthausen, in dem etwa 120.000 Juden, Russen, Polen, Jugoslawen und Franzosen ums Leben kamen. Ehemalige Nationalsozialisten trugen als Zeichen ihrer Buße ein schweres Kreuz ins Lager, begleitet von Überlebenden des KZ.
P. Manfred war auch der erste, der mit einer Delegation nach Auschwitz und nach Israel reiste, um das Tor zu einer Versöhnung mit den Juden aufzustoßen. In Polen bereitete er mit Besuchen und vielen Gesprächen den Boden für den historischen Briefwechsel der deutschen und polnischen Bischöfe während des Zweiten Vatikanischen Konzils im Jahr 1965 vor.
An eine seiner größten Vermittlungstaten erinnert das Friedenskreuz in Bühl. P. Manfred Hörhammer war es 1951 gelungen, die Begnadigung von sechs Deutschen zu erreichen, die im Vichy-Prozess nach dem Kollektivschuld-Gesetz („Lex Oradour“) zum Tod verurteilt worden waren. Auf sein Betreiben hin ließ die französische Nationalversammlung das Gesetz fallen. Einer der Verurteilten, der SS-Mann Adam Essinger aus Reichenbach im Odenwald, war nachweislich in der Zeit des Oradour-Verbrechens in Urlaub und somit unschuldig. Für seine Freilassung hatten die deutschen Pax-Christi-Freunde gelobt, ein großes Kreuz zu errichten. Künstler, Architekten und Firmen bauten es dann unentgeltlich aus Betonresten des Westwalls zusammen. Es steht am Fuß der Bühler Höhe, auf einem Vorhügel des Schwarzwalds. Über Jahrzehnte hin wurde das Kreuz zum Wallfahrtsziel von Friedenspilgern aus ganz Europa.

### Vielfältige Initiativen
Vieles mehr hat P. Manfred als Geistlicher Beirat von Pax Christi Deutschland angestoßen. Er kümmerte sich um die Kriegsdienstverweigerer, lange bevor die offizielle Kirche sich dieser Gruppe annahm. Der Internationale Bauorden war u. a. auch seine Initiative.
P. Manfred war zusammen mit Walter Dirks auch Gründer des Bensberger Kreises (ursprünglich „Freunde von Pax Christi“), eines Zusammenschlusses deutscher „Katholiken mit kritischem und reformerischem Engagement in Kirche und Gesellschaft“, einer Art „Denkfabrik“ des Linkskatholizismus in Deutschland. Einer seiner Schwerpunkte war die Aussöhnung mit Polen durch den Verzicht auf die von Polen verwalteten ehemaligen deutschen Ostgebiete. Damit wurde der Bensberger Kreis zu einem Wegbereiter der Neuen Ostpolitik von Willy Brandt und Egon Bahr. Weitere Themen waren der Krieg in Vietnam, Kriegsdienstverweigerung, Kirchensteuer, Reformen in der Kirche nach dem Zweiten Vatikanischen Konzil und das Verhältnis des Christentums zur Sexualität. Der Kreis bestand bis 2004.

## Auszeichnungen
- 1966 Bundesverdienstkreuz 1. Klasse
- 1975 Großes Verdienstkreuz der Bundesrepublik Deutschland
- 1977 „Ordre pour le merite“ der französischen Republik
- Kirchlicherseits wurde er zum Bischöflich Geistlichen Rat ernannt.

## Tod
P. Manfreds Kräfte ließen nach, als er sich 1984 einer Darmkrebsoperation unterziehen musste. Zu Beginn des Jahres 1985 kam er zur Pflege in das Waldsanatorium der Barmherzigen Schwestern in Planegg, wo ihn an Pfingsten noch sein Freund, der damalige Bundespräsident Richard von Weizsäcker, besuchte. P. Manfred Hörhammer starb am 12. August 1985 und wurde am 16. August auf dem Kapuzinerfriedhof beim Kloster St. Anton in München beerdigt.